# Девятый Доктор
Девятый Доктор (англ. Ninth Doctor) — воплощение Доктора, главного персонажа британского научно-фантастического телесериала «Доктор Кто». Роль Девятого Доктора исполнил Кристофер Экклстон.
Неофициально Девятого Доктора сыграл Роуэн Аткинсон в пародии «Доктор Кто и проклятие неизбежной смерти». Также есть другой Девятый Доктор в мультсериале «Крик Шалки». Но впоследствии Доктора из мультфильма стали называть Шалка-Доктор.
Это статья об официальном Девятом Докторе, которого сыграл Кристофер Экклстон.
Впервые появился в серии «Роза», но вскоре в конце этого же сезона Кристофер Экклстон ушёл из сериала в эпизоде «Пути расходятся», передав роль Дэвиду Теннанту.
Доктор — представитель внеземной расы Повелителей времени с планеты Галлифрей, который при помощи пространственно-временного устройства ТАРДИС путешествует через время и пространство, часто со спутниками. Когда Доктор получает значительные увечья, его тело может «регенерировать», однако при каждом новом воплощении его внешность и характер меняются.

## Биография
Как показано в эпизоде «День Доктора» предыдущий Доктор регенерировал, когда закончил Войну времени.
В течение сериала мы узнаём, что Доктор — единственный, кто выжил в Войне Времени. До показа эпизода «День Доктора» существовала версия, что именно она и вызвала регенерацию.
В первом сезоне обновлённого сериала Доктору удаётся спасти Лондон от живых созданий из пластика, с которыми он встречался ещё во время своей третьей инкарнации («Роза»). В этом ему помогла Роза Тайлер, которая стала его первой спутницей.
Они путешествуют в далёкое будущее, где наблюдают конец света («Конец света»), затем — в викторианскую Англию («Беспокойный мертвец»), где встречают Чарльза Диккенса, после чего возвращаются в начало XXI века. Здесь они борются с семьей Сливинов («Пришельцы в Лондоне»/«Третья мировая война»), которые хотят разрушить Землю. После этого они попадают в Юту 2012 года («Далек»). Там в секретной лаборатории Доктор встречает далека, который тоже выжил в Войне времени.
Также Доктор знакомится с юным компьютерщиком Адамом Митчелом, и уже втроём они странствуют дальше. Следующее приключение — на Пятом Спутнике («Долгая игра»), с помощью которого создание по имени Джаграфесс стремилось покорить человечество — стало для Адама последним.
По просьбе Розы Доктор отправляется с ней в день, когда умер её отец Пит Тайлер. Она хочет быть с ним в этот момент, чтобы он не умирал в одиночестве («День отца»). Однако Роза спасает своего отца. Доктор рассержен поступком Розы, ведь из-за того, что в мире остался жив человек, который должен был умереть, возник парадокс и изменился весь мир. Появились существа под названием Жнецы, поедающие людей. Однако Пит спасает человечество, пожертвовав собой.
Отслеживая таинственный космический корабль, Доктор и Роза попадают в Лондон в начале Второй мировой войны («Пустой ребёнок»/«Доктор танцует»). Там они встречают Джека Харкнесса, который ранее был Агентом Времени в 51-м веке. Джек — авантюрист, и его последняя выходка могла уничтожить всё человечество. Однако он помог Доктору урегулировать эту ситуацию и присоединился к команде ТАРДИС.
После этого они вернулись в Кардифф, чтобы подзарядить ТАРДИС, но выяснилось, что мэром города стала одна из семьи Сливинов («Городской бум»). Доктору удаётся пленить её, и, заглянув в Сердце ТАРДИС, она превращается в яйцо. Путешественники решают отправить её на родину — Раксакорикофаллапаториус.
Также в этом эпизоде Доктор впервые заметил, что их преследует «Злой волк».
В последней арке первого сезона Доктор возвращается на Пятый Спутник, который теперь находится под властью далеков («Плохой волк»/«Пути расходятся»). Доктор побеждает извечных врагов, но это даётся ему дорогой ценой.
Во время битвы погибает капитан Джек Харкнесс, Роза отправляется в своё время, а Земля оказывается на грани разрушения. Однако Роза с помощью Сердца ТАРДИС возвращается обратно и, используя Вихрь Времени, оживляет Джека и истребляет всех далеков.
Но человек не может удержать в себе Вихрь Времени, поэтому Доктор вынужден принять его в себя, что привело его к регенерации в Десятого Доктора.
Кроме того, Девятый Доктор пережил ещё как минимум три приключения, о которых рассказывается в серии «Роза»: он наблюдает извержение Кракатау, катастрофу Титаника и убийство Джона Кеннеди.

## Личность

### Характер
Девятый Доктор предпочитает не действовать самостоятельно, а вдохновлять и поощрять своих спутников. Все, кого он встречал (в частности, Джек Харкнесс) наконец понимают, что Доктор сделал их лучше. Об этом также в последней серии третьего сезона говорит Мастер.
В своей Девятой инкарнации Доктор был смелее и непосредственнее, чем когда-либо. Подобно Четвёртому Доктору, Девятый мог откровенно смеяться в лицо опасности и, подобно Шестому, иногда откровенничал как фаталист.
Несмотря на своё раздражающее отношение к людям, которых он часто называл «глупыми обезьянами», Девятый Доктор был с ними очень тактичен. Он полагался на своих людей-спутников значительно больше, чем в любом своём предыдущем воплощении.
Особенно сентиментальным он был по отношению к своей ближайшей подруге — Розе, которой даже позволил увидеть последние минуты жизни её отца, чего раньше не разрешил бы никому.
Девятый Доктор говорил с явным северным акцентом, и когда Роза спросила его об этом в первой серии, он сказал: «Многие планеты имеют север!»
Меланхолию Доктора можно легко объяснить чувством вины за Временную войну, в результате которой были уничтожены две самые развитые расы Вселенной — повелители времени и далеки, а также их родные планеты — Галлифрей и Скаро соответственно.
Тёмная сторона Доктора проявилась при встрече с далеком. Доктор пытался его уничтожить с такой яростью и упорством, которые удивили даже Розу. К своему врагу Девятый Доктор отнёсся с жестокостью, присущей Седьмому Доктору.
Однако впоследствии Доктор смог преодолеть своё тёмное начало, и когда у него появляется возможность уничтожить расу далеков раз и навсегда, но ценой человеческой расы, он не выбирает убийство и говорит о себе: «Лучше быть трусом, чем убийцей».
В противоположность его следующему воплощению и подобно Третьему, Четвёртому и Шестому, Девятый никогда не отказывается от физической силы и применяет её всегда, когда это необходимо. Так, в серии «Далек» он убил бы врага, если бы Роза его не переубедила, а в серии «Плохой волк» он спасается из игровой станции, победив в драке вооружённую охрану.
Также Доктор направляет ракету на резиденцию премьер-министра, чтобы уничтожить семью Сливинов, прежде чем они уничтожат Землю (Доктор колеблется, но член парламента Харриет требует от Доктора действовать).
Любимая фраза Девятого Доктора — «Фантастика!» (англ. Fantastic!)

### Возраст
Девятый Доктор утверждает, что ему 900 лет, из чего можно сделать вывод, что он прожил сотню лет, так как Военному было 800 лет на момент регенерации. Однако такой же возраст называет и Шестой Доктор в серии «Откровение далеков». А в эпизоде «Время и Рани» сразу после регенерации Седьмой Доктор говорит, что ему 953 года.

### Имидж
Девятый Доктор стал первым из всех, чьи волосы были очень короткими. Он не носил ни шляп, ни шарфов, ни других аксессуаров. Его наряд — это чёрный, тёмно-синий, красный либо зелёный свитер, чёрный кожаный пиджак, тёмные брюки и тяжёлые ботинки.

## Спутники
Девятый Доктор имел трёх компаньонов. Постоянный среди них — Роза Тайлер, которая появилась во всех тринадцати эпизодах. В эпизоде «Далек» по просьбе Розы к команде ТАРДИС присоединился молодой компьютерщик Адам Митчелл. Однако за попытку использования путешествий во времени в свою пользу в следующем эпизоде «Долгая игра» Доктор был вынужден отправить его обратно домой.
В эпизоде «Пустой ребёнок» впервые появился капитан Джек Харкнесс, а в серии «Доктор танцует» он стал компаньоном Доктора и оставался им до конца сезона. В серии «Пути расходятся» Джек был убит, но Роза смогла оживить его, использовав Вихрь Времени. Доктор решил оставить его, потому что понял, что Джек стал бессмертным.
Джек потом появился ещё в эпизодах «Утопия», «Барабанная дробь» и «Последний Повелитель Времени» в третьем сезоне, а также в эпизодах «Украденная Земля» и «Конец путешествия» в четвёртом. Кроме того, существует спин-офф Доктора Кто — сериал «Торчвуд», в котором Джек Харкнесс — главный персонаж.
У Микки Смита была возможность стать спутником Девятого Доктора. Доктор предложил ему взойти на борт ТАРДИС в эпизоде «Третья мировая война», но Микки отказался. Также спутником Доктора вполне могла стать Линда Мосс, если бы не погибла в эпизоде «Пути расходятся».

## Устройства
Девятый Доктор пользовался многими приборами, которые помогали ему в его приключениях. Прежде всего это неизменная ТАРДИС. Также в новых сериях вернулась и звуковая отвёртка.
Доктор часто использовал психическую бумагу — пустая бумага, которая, в зависимости от ситуации, могла показывать любой документ (например официальное приглашение или подтверждение должности).
Ещё одно изобретение Девятого Доктора — Суперфон, модификация мобильника. Он способен воспринимать сигнал из любого времени и пространства. Девятый Доктор переделал первый телефон для Розы Тайлер, и его последующие воплощения также модифицировали телефоны своих спутников.

## Формат сериала
Под руководством Расселла Ти Дейвиса был создан сериал более динамичный, чем классический «Доктор Кто». Вместо серий, которые состояли из четырёх-шести двадцатипятиминутных эпизодов, каждая серия обновлённого сериала при Девятом Докторе укладывалась в один сорокапятиминутный эпизод, за исключением трёх серий, которые состояли из двух эпизодов.
Однако все тринадцать эпизодов сезона связаны одной сюжетной линией, которая окончательно разрешилась лишь в последнем эпизоде.
Серии первого сезона писались и режиссировались разными людьми, поэтому они достаточно разнообразны.
Есть эпизод в стиле альтернативной истории — «Беспокойный мертвец», детективный эпизод о далёком будущем — «Конец света», эпизоды о вторжении на Землю — «Роза», «Пришельцы в Лондоне» и «Третья мировая война», а также эпизод в стиле хоррор — «Пустой ребёнок».

### Романы
| Название                | Оригинальное название  | Автор           | Дата выхода     | Аудиоверсия |
| ----------------------- | ---------------------- | --------------- | --------------- | ----------- |
| Заводной человек        | The Clockwise Man      | Джастин Ричардс | 19 мая 2005     |             |
| Монстры внутри          | The Monsters Inside    | Стефен Коул     | 19 мая 2005     |             |
| Победители получают всё | Winner Takes All       | Джаклин Райнер  | 19 мая 2005     |             |
| Странная черта          | The Deviant Strain     | Джастин Ричардс | 8 сентября 2005 |             |
| Всего лишь человек      | Only Human             | Гэрет Робертс   | 8 сентября 2005 |             |
| Воры грёз               | The Stealers of Dreams | Стив Лионс      | 8 сентября 2005 |             |